# Рунглиш

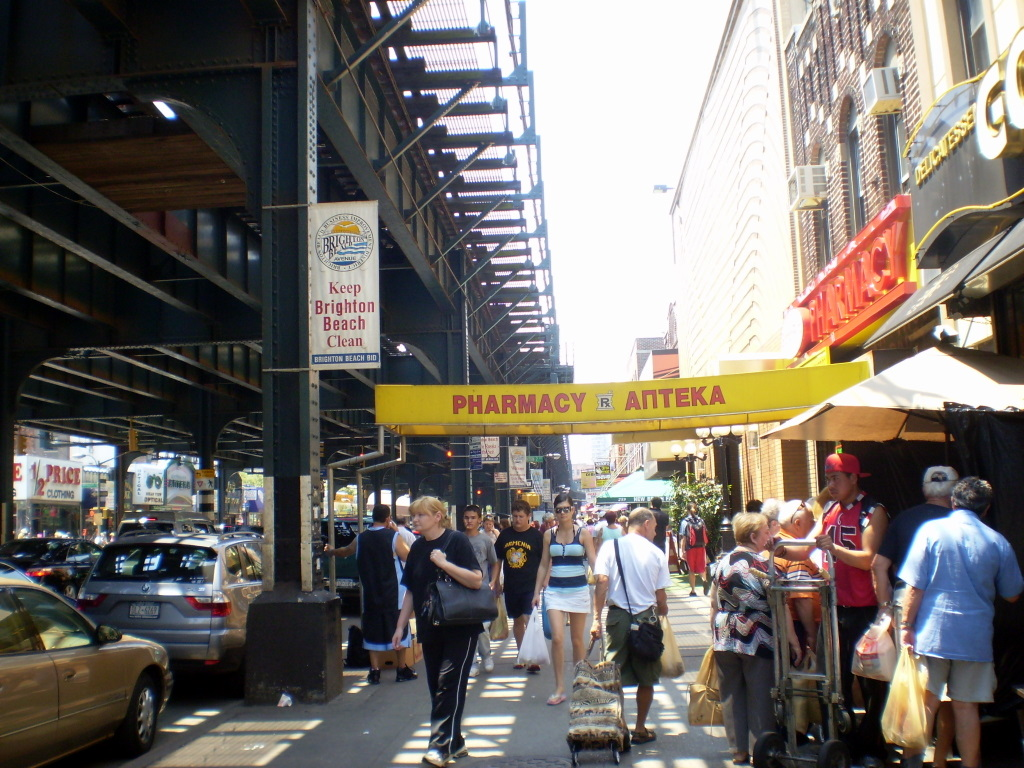
Брайтон-Бич авеню, "Русский остров" в Бруклине

Рунглиш, русслиш, руглиш, или русинглиш (англ. Runglish, Russlish, Ruglish, Rusinglish) — русско-английский макаронизм, смешение в речи русского и английского языков. Наиболее частым является первое название, образованное по аналогии со спанглишем и френглишем.
До сих пор нет однозначного мнения по поводу рунглиша. С одной стороны, термин «рунглиш» — это смесь русского и английского языков с использованием языковых норм. С другой — это английский язык, который подвержен значительным трансформациям из-за влияния родного языка. Однако с точки зрения лингвистов, рунглиш — это псевдодиалект английского языка. Также термином «рунглиш» иногда иронично называют русский язык, который переполнился англицизмами.
Термин «рунглиш» был популяризирован в 2000 году как название одного из языков на борту Международной космической станции.
В США рунглиш используется в ряде русских общин, в частности в русскоязычном сообществе на Брайтон-Бич в Нью-Йорке. Также к рунглишу относят некоторые молодёжные сленги в России.

## История
В течение почти трёх столетий русские следовали совету царя Петра I «писать всё на русском языке, не используя иностранные слова и термины». Известно, что в своём послании послу Рудаковскому Пётр писал:

В реляциях твоих употребляешь ты зело многие польские и другие иностранные слова и термины, за которыми самого дела выразуметь невозможно: того ради тебе впредь реляции свои к нам писать всё российским языком, не употребляя иностранных слов и терминов.
Во времена Советского Союза не было стимула к изучению английского языка. Но всё изменилось после распада Советского Союза в начале 1990-х годов. Интерес к изучению иностранных языков резко возрос. «Железный занавес» упал, появилась возможность свободно передвигаться по миру, компьютеризация страны начала возрастать, у россиян возникает спрос на информацию о западной культуре. Это привело к появлению новых сфер использования английского языка среди россиян. В то время в русском языке было мало языковых эквивалентов для перевода иностранных терминов, поэтому они просто транслировались на русский язык. Число американизмов возросло. В повседневную речь вошли такие слова, как: офшор, сайт, файл, миксер, тостер, шейкер, боулинг, скейтборд, сноуборд, байкер, фитнес, брокер, блокбастер, прайм-тайм.
Впервые этот термин был введён российским космонавтом Сергеем Крикалёвым, который сообщил, что смесь русского и английского языков использовалась им и его коллегами-космонавтами в 2000 году на Международной космической станции.
Крикалёв сказал: 

Мы говорим в шутку, что мы общаемся на «Рунглише», смеси русского и английского языков, так что, когда у нас не хватает слов на одном языке, мы можем использовать другой, потому что все члены экипажа хорошо говорят на обоих языках.
С тех пор НАСА начало указывать рунглиш как один из языков, используемых на борту.
В том же году Леонид Сторч вводит новое понятие «Русинглиш», обозначая язык, на котором говорят эмигранты из СССР или постсоветского пространства, приехавшие в англоязычные страны на постоянное место жительства.
Изначально этот термин считался «плохим» английским, то есть английским языком, который имеет тенденцию к изменению под влиянием родного языка. В частности, как отмечает Г. М. Литвинова, этот язык используют люди, недостаточно хорошо владеющие английским языком, плавающие в грамматике и имеющие фонетические трудности. На «pidgin English» общаются носители русского языка как родного, переехавшие в англоязычные страны.
Писательница Татьяна Толстая, преподавая в Принстонском университете в 90-х годах, заметила изменения эмигрантского русского языка под влиянием английского. В эссе «Надежда и опора» писательница описывает услышанный разговор в одном из магазинов на Брайтон-Бич, в котором постоянно всплывали такие слова, как «свисслоуфетный творог», «послайсить», «полпаунда чизу» и «малосольный салмон». Задолго до неё, в 1925-м году, Владимир Маяковский описал такое же изменение русского языка у эмигрантов дореволюционных лет и «первой волны» в стихотворении «Американские русские».

## Способы образования рунглиша
Сегодня лингвисты выделяют несколько сфер, в которых чаще всего употребляется рунглиш:
1. Обозначение новых видов деятельности, профессий, например: мерчандайзер, фрилансер
2. Обозначение новых областей знания: блог, пиар, промоушн
3. Обозначение предметов: лэптоп
4. Обозначение музыкальных направлений: транс, фолк
5. Обозначение понятий для придания им престижности: джоб-оффер, клиент

Согласно А. Н. Плутниковой, чаще всего можно встретить слова, которые были образованы с помощью присоединения к иностранному корню русского суффикса, приставки и окончания, другими словами, это гибриды. Эти слова произносятся со всеми нормами русского языка, а именно, с фонетическими законами. Например: юзать (to use — использовать), кликнуть (to click — нажать), репостнуть (to repost — пересылать), лайкнуть — (to like — отметить, что нравится), пошерить — (to share — делиться). Таким образом, можно сделать вывод, что на замену русских корней приходят английские.
Кроме того, как подчёркивает А. Н. Плутникова, сейчас происходит смешение языков в словосочетаниях (big idea — большая идея, используется в значении главная идея или основная идея).
Однако нередко применяется транслитерация. Слова английского происхождения употребляются с сохранением их фонетического и графического облика. Например, брифинг (briefing — информационное совещание), спичрайтер (speechwriter — составитель текстов речей).
Также к рунглишу можно отнести использование аббревиатур. Например, асап (ASAP — as soon as possible, как можно быстрее) или имхо (IMHO — in my humble opinion, по моему скромному мнению).
Нередко русский перевод английских слов несёт другую смысловую нагрузку. Например, зааплаиться на работу (to apply — обращаться с просьбой, подать заявление на работу, отправить резюме). Однако русский эквивалент не передаёт тот смысл, который заложен в слове на английском языке.
Бенджамин Ли Уорф делает акцент на том, что «мы членим и оцениваем действительность так, как это принято в нашем родном языке. Языки различаются не только тем, каким образом строятся в них предложения, но также тем, как они членят действительность, получая элементы, из которых затем составляются предложения». Взаимодействие двух языков не может пройти бесследно хотя бы для одного из них, и взаимодействие обычно сводится к одностороннему влиянию: 
Язык, который рассматривается как центр культуры, естественно, скорее будет оказывать влияние на другие языки своего соседства, чем подвергаться их воздействию.

## Примеры использования
Л. Сторч: 

Если вы решили быть саксэсфул или хотя бы индэпендэнт, то кончайте платить рент и берите мортгидж. Более того, делайте инвестмент в рентал хаузинг, и пусть вам рент платят тэнанты недорезанные.
Рунглиш также используется в стихах. Пример:

Вечер есть, сверкают старсы.
На бэк ярд мороз стоял.
Шел по улице бойскаут
Вери блю анд хи дрожал.
— О, мой Лорд — он вдруг сказает —
Я и хангри, я и колд!
И бойскаут весь рыдает.
Нет ни сильвер, нет ни голд!
Но по авеню олд леди,
В супермаркет шла она.
«О, ай си», тут плачет бэби!
И в свой хауз повела.
Бой поел бэкон с омлетом
И ложился в варминг бед,
Он заслип скорей при этом.
Было гуд! Совсем нат бэд.
И закрыв свои он айс,
Бой сказал «Гуд найт-с, гуд найт-с!»— Вечер был… (Рождественский рассказ) // Виктор Морт. Гримасы жизни. — Сан-Франциско, 1978. — С. 413—414.

## Влияние на общество
Сегодня рунглиш используют не только в устной повседневной речи.
Согласно Максиму Кронгаузу, сегодня можно наблюдать приверженность спортивных комментаторов к использованию английских слов, причём не полностью, а по частям, например, использование английского корня и русских аффиксов.
В своей книге «Русский язык на грани нервного срыва» он приводит цитату: «У челленджера была довольно лёгкая оппозиция». Здесь имеются в виду — предыдущие противники.
Сейчас рунглиш часто можно наблюдать в различных статьях и новостных сводках.

Например, Вести.ру сообщили: 
Снегопад в России: травмы, пробки и блэкаут.

Сообщение Eurosport.ru: 
Снеговики, волки, сасквочи. Предшественники сочинских маскотов.

Русская служба «Би-би-си» проинформировала читателей о годовщине понтификата: 
Согласно опросам общественного мнения в Италии, Франциск – самый популярный из понтификов новейшего времени. Папа также популярен в социальных сетях. У его аккаунта в Twitter — 11 миллионов фолловеров.
В 2006 году Владимир Путин подписал указ «О проведении Года русского языка». 2007 год был объявлен Годом русского языка, чтобы остановить молодых россиян от использования иностранных терминов, в особенности, взятых с международного музыкального канала MTV. Юрий Прохоров, ректор с 2001 по 2013 гг. Государственного института русского языка имени А. С. Пушкина, признал, что в то время было невозможно остановить такую тенденцию. По его словам, большая проблема заключалась в том, что многие россияне не могли правильно использовать свой язык.

Молодые люди всегда придумывают модные способы коммуникации. Чистоте русского языка угрожает не появление иностранных слов, а неправильное употребление русских.
С. А. Бойко отмечает, что английский язык превратился в центр культуры России. Россияне считают его более престижным, поэтому заимствованные слова помогают показать уровень своего образования и приобщённость к мировому сообществу, где доминирует английский язык.
По словам Г. М. Литвиновой, рунглиш всегда обусловлен социальными составляющими и факторами, которые влияют на условия жизни носителей русского языка.

## Критика
Сегодня мнения по поводу рунглиша расходятся. Некоторые лингвисты настаивают на том, что масштабное проникновение английского разваливает систему русского языка, его самобытность и культуру. В то же самое время, другие лингвисты убеждены, что использование английского языка в русской речи — это «дань моде». Русский язык вобрал в себя большое количество заимствованных слов неанглийского происхождения и нет причин относиться к слову «футбол» иначе чем к слову «тротуар». Язык обладает «функцией самоочищения», поэтому он будет в состоянии со временем избавиться от излишних языковых элементов, в связи с тем, серьёзная угроза для русского языка не наблюдается. По мнению С. А. Бойко, эта точка зрения основана на следующих фактах:
1. Англоязычные эквиваленты ассимилируются по всем правилам русского языка, то есть они приобретают род, склонение, приставку, суффикс, окончание[25].
2. Использование в речи англоязычных слов — это создание окказионализмов, то есть это языковая игра, творческое самовыражение. В теории К. Гросса игра — это «непреднамеренное самообучение организма»[26]. «Игра превращается в серьёзное, а серьёзное — в игру»[27]. Именно поэтому использование рунглиша не проходит бесследно, это приводит к тому, что английские элементы закрепятся в русском языке и станут моделями. Как отмечает С. А. Бойко, подобные процессы уже существуют. Так, окказионализм «шоп-тур» вошёл в повседневную речь в русском языке, однако он не понятен носителям английского языка. Кроме того, он был включён в английский словник словаря ABBYY Lingvo Pro с переводом на русский язык.

С другой стороны, считается, что загрязнение языка влияет на способность говорить. Как отмечает О. В. Шенаева: 

В погоне за всем иностранным, в стремлении копировать западные образцы люди всё больше теряют свою самобытность, в том числе и в языке. В молодёжной среде наблюдается косноязычие, снижение грамотности и языковой, и общей культуры... Люди перестают следить не то, что за правильностью написания сообщений, например, в чатах, но и за собственной, живой речью.
По мнению А. П. Сковородникова, российским лингвистам следует внимательно изучать процессы, которые можно наблюдать в речевой практике общества в связи с важной ролью языка в жизни людей.
Как говорит Юлия Юзефович, комментируя ситуацию в эмигрантской среде, изменения в русском языке сравнимы с дарвиновской эволюцией, согласно которой происходит естественный отбор, и выживает сильнейший.

## В массовой культуре
В романе Артура Кларка «2010: Одиссея Два», который был написан и опубликован в 1982 году, писатель использует этот термин для описания языка, на котором общаются русскоязычные и англоязычные участники космической экспедиции.
Кроме того, язык надсат, использованный британскими подростками в антиутопии «Заводной апельсин» Энтони Бёрджесса, можно расценивать как один из вариантов рунглиша. Также в одноимённой экранизации Стэнли Кубрика герои заходят в молочный бар «Коrova», в котором пьют коктейли с психоделиками. На стенах заведения можно увидеть надписи «moloko», «moloko plus» и т. д.

В романе Владислава Блонье «На волне»: 
Лиза знала английский не хуже преподши, и, чем слушать сбивчивый рунглиш Пашки Михеева (и кто только засунул этого толстомясого тормоза в первую группу?), лучше поболтать с симпатичным мальчонкой.